# Laagpakket van Klimmen

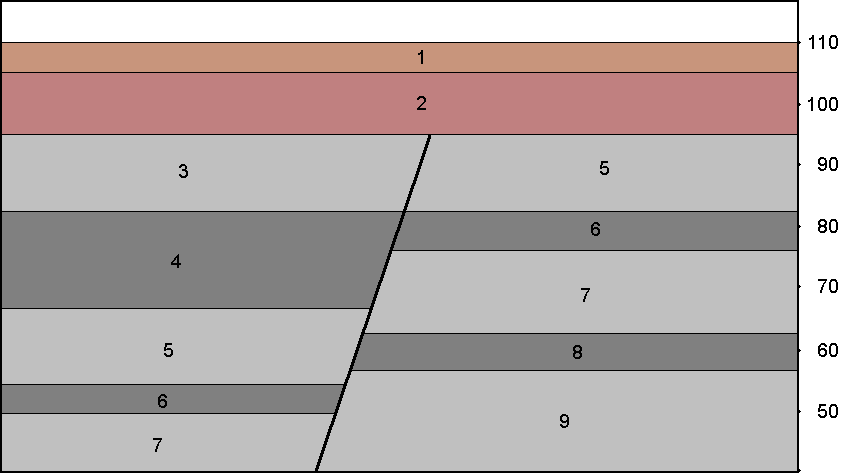
De Geullebreuk in de bodem van het Bunderbos met verschillende laagpakketten:
1. löss (Laagpakket van Schimmert)
2. Maasgrind (Formatie van Beegden)
3. Laagpakket van Kakert
4. Laagpakket van Boom
5. Laagpakket van Waterval
6. Laagpakket van Kleine-Spouwen
7. Laagpakket van Berg
8. Laagpakket van Goudsberg
9. Laagpakket van Klimmen

Het Laagpakket van Klimmen, ook bekend als de Afzettingen van Klimmen, is een afzetting uit de Formatie van Tongeren in de Midden-Noordzee Groep. Het laagpakket werd in een marien milieu afgezet in het late Priabonien (Eoceen) tot in het vroege Rupelien (Oligoceen).
Het laagpakket is vernoemd naar het dorp Klimmen.

## Geschiedenis
Tijdens het late Priabonien tot in het vroege Rupelien bevond zich hier een ondiepe zee waarin een pakket zand werd afgezet.

## Gebied
Het Laagpakket van Klimmen is afgezet in Nederlands Zuid-Limburg en aangrenzend België en Duitsland. De afzettingen zijn in Zuid-Limburg op talrijke plaatsen ontsloten in de omgeving van Ubachsberg, Klimmen, Schin op Geul, Valkenburg, Meerssen, Bemelen en Maastricht. In het Bunderbos is het laagpakket op verschillende dieptes aanwezig als gevolg van de Geullebreuk (breuk met verzet), waardoor het laagpakket ten zuiden van de breuk op ongeveer 55 meter diep onder het oppervlak ligt en ten noorden van de breuk nog eens tientallen meters dieper.
In het verleden is zand uit deze afzettingen op talrijke plaatsen afgegraven als ophoogzand en als grondstof voor vormzand in ijzergieterijen.
In verschillende dagbouwgroeves is het laagpakket ontsloten om de onderliggende kalksteen te kunnen winnen, zoals in de Groeve 't Rooth, de Curfsgroeve, de ENCI-groeve (Geologisch monument Typelocatie Maastrichtien) en de Groeve Kreco.

## Afzettingen
Het Laagpakket van Klimmen bestaat uit kleiige zanden met een zeer fijnkorrelige grootte (105-150 µm) die naar boven toe gekenmerkt wordt door vergroving met glimmerhoudende, glauconietarme zanden. In het algemeen is het silt- en lutumgehalte niet hoog. Alleen de onderste vijf meter bezitten een hoger silt- en lutumgehalte dat plaatselijk tot boven de 10% komt. Daar waar de afzettingen nog bedekt zijn met het Laagpakket van Goudsberg, komt plaatselijk een geringe hoeveelheid kalk voor in de vorm van fossiele schelpen of fragmenten van deze. In het pakket zijn kalkhoudende fossielen zeldzaam en het zandpakket is plaatselijk gelithificeerd. Aan de basis heeft het laagpakket plaatselijk een dunne laag van platte en gerolde vuursteenkeien. In de top van het laagpakket kan er een oranje of paarse verkleuring opgetreden zijn wat veroorzaakt zou zijn door het droogvallen van de bodem.
In de omgeving van Ubachsberg komen geïsoleerde resten voor van het laagpakket en is het zand sterk uitgeloogd en wijkt het derhalve af van al de andere plaatsen waar het zand voorkomt.